# Església de Jerusalem

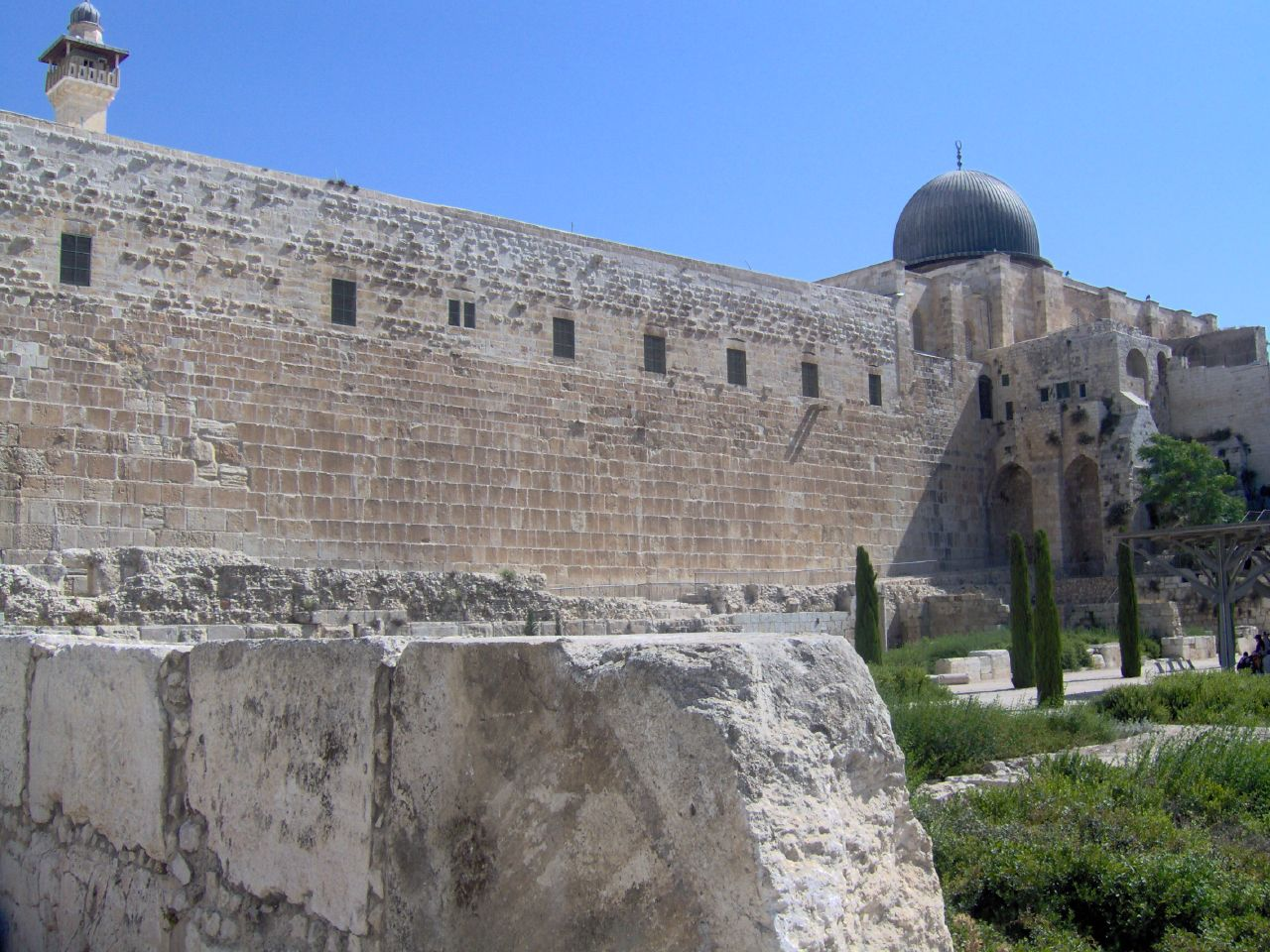
El temple de Jerusalem, freqüentat també pels jueus cristians abans de la seva destrucció

L'Església de Jerusalem és la més antiga de les esglésies cristianes. Va tenir una gran importància en el segle i, fins a la destrucció de la ciutat pels romans en el 70, i fins i tot més tard, en un to menor, fins a la segona destrucció de la ciutat santa per Hadrià el 135 i el seu restabliment com a Èlia Capitolina.

## Orígens i característiques
Les fonts per a la història dels orígens d'aquesta Església són el Nou Testament, i en particular els Fets dels Apòstols i algunes cartes de Pau de Tars en el qual es fa menció de conflictes amb l'Església, la Història de l'Església d'Eusebi de Cesarea (quan s'utilitzen altres fonts més antigues) i l'obra de Flavi Josep.
Segons ens diu el Nou Testament, després que Jesús va ser condemnat a mort (probablement l'any 30), al cap de tres dies va ressuscitar i es va aparèixer als Apòstols (especialment Pere i Jaume), a altres deixebles i a més de 500 persones a la vegada Aquest grup de persones d'origen mixt (per exemple, els Apòstols eren de Galilea i no originaris de Jerusalem), va decidir establir-se a la ciutat santa dels jueus, amb la convicció probable que aviat arribaria la fi dels temps. Aquestes persones, jueus i prosèlits, es consideren una de les moltes sectes jueves que llavors componien el món divers de la religió jueva. El grup no era homogeni ni tan sols en les creences. Del Nou Testament (especialment dels Fets dels Apòstols), es poden reconèixer almenys tres grups amb punts de vista molt diferents sobre com entendre el nou Evangeli, que, no obstant això, encara no existia per escrit:
- El «hel·lenistes», un grup vinculat a la figura d'Esteve;
- Un altre gran grup, vinculat primer a Pere, i després a Jaume, el germà del Senyor;
- Un tercer grup, vinculat a Joan, qui va desenvolupar una teologia original sobre Jesús i la seva relació amb Déu, que més tard es tornen predominants en tota l'Església, juntament amb el pensament de Pau.

El grup dels hel·lenistes tenia una actitud més aviat subversiva contra les institucions jueves, en particular, el temple, i això va portar a un enfrontament amb el Sanedrí, amb la mort d'Esteve i la remoció de la comunitat de Jerusalem. A continuació, es van traslladar a Antioquia i van començar a predicar allà també als seguidors del judaisme d'origen no hebreu, que constitueixen les primeres comunitats cristianes integrades per membres que no han nascut al judaisme.
De l'Església de Jerusalem, St Pau declara que es basa en tres pilars: Jaume, Pere i Joan. Sant Pere havia hagut de sortir aviat de la ciutat, després d'haver estat posat a la presó per Herodes Agripa I (i es va escapar miraculosament), i després que fou mort Jaume el Major.
L'Església va continuar sota la direcció de Jaume el Just, el germà del Senyor, esdevingut cap de l'església. Els judeocristians seguien plenament la llei jueva i pregaven regularment al Temple de Jerusalem, tolerats pels altres components del judaisme abans de la destrucció de la ciutat santa. Flavi Josep escriu que quan Jaume va ser assassinat l'any 62, la seva mort va causar malestar al fariseus de la ciutat. Poc després la comunitat cristiana se'n va anar de Jerusalem i es va traslladar a Pel·la a Jordània.
L'Església de Jerusalem va mantenir bones relacions amb les altres esglésies que estaven començant a formar-se en la diàspora després de la predicació de Pau. Aquestes esglésies també plantejaven un problema de tipus teològic, ja que estaven compostes per jueus, però també per nombrosos grecs i prosèlits provinents del paganisme, i la interpretació de la predicació de Pau de Jesús deixava de banda la llei de Moisès, respectada per contra a Jerusalem. Això va portar a un enfrontament entre dues visions, de les quals hi ha senyals a l'Epístola als Gàlates i probablement a la Segona Epístola als Corintis. El llibre dels Fets dels Apòstols per contra, ens ofereix un relat privat de la conflictivitat que probablement van acompanyar la solució de la qüestió, en el compromís de l'anomenat Concili de Jerusalem (entorn del 49), on es van acordar disposicions per fer acceptables els costums dels conversos procedents del paganisme fins i tot als judeocristians.

## Successors de l'església de Jerusalem
Eusebi de Cesarea descriu el resultat de l'església després de Jaume:
| «                                     | Després del martiri de Jaume i de la conquesta de Jerusalem immediatament posterior, es diu que els apòstols i deixebles del Senyor que encara vivien es van reunir des de totes les direccions juntament amb els que estaven lligats al Senyor pels llaços de la carn (ja que la majoria d'ells estaven encara amb vida), per decidir qui era digne de succeir a Jaume. Va ser elegit per unanimitat Simeó, el fill de Cleofàs, de qui l'Evangeli també fa esment, com un digne successor del tron episcopal d'aquest lloc. Era un cosí, com he dit, del Senyor, donat que Hegèsip indica que Cleofàs era germà de Josep" | » |
| — (Llibre III capítol XI hist. Eccl.) | |   |

| «                                      | De la família del Senyor encara vivien els nebots de Judes, el qui es deia que era el germà del Senyor segons la carn. Després d'haver-se difós el rumor que pertanyien a la tribu de David, van ser portats a l'emperador Domicià per Evocat, perquè Domicià temia la vinguda de Crist en la mateixa forma d'Herodes. Ell els va preguntar si eren descendents de David, a la qual cosa van respondre de manera afirmativa. Després se'ls va preguntar quantes propietats o la quantitat de diners que tenien. Tots dos van dir que tenien només 9.000 denaris, dividit en dues meitats cadascú. La propietat no consistia en plata, sinó en un terreny de només trenta hectàrees, del qual pagaven impostos i que conreaven directament.Li van mostrar les seves mans, juntament amb la tosquedat dels seus cossos i callositats causades per la fatiga com a evidència de les seves activitats. Quan se'ls va preguntar per Crist i el seu regne, de quin tipus era i on i quan se suposava que s'havia de manifestar, van dir que el regne no era temporal o terrenal, sinó celestial i angèlic, que s'apareixeria en la fi del món, quan Ell vindria en la glòria a judicar els vius i morts, i a donar a cadascú segons les seves obres. Oït això, Domicià no pensà més enllà, però en considerar que no tenia cap importància, els va deixar anar i va decretar que no es perseguís l'església. Però quan van ser alliberats, van governar les esglésies perquè eren testimonis i familiars del Senyor. La pau es va restablir després, i van viure fins als temps de Trajà. Això és el que ens diu Hegèsip. També Tertulià esmenta Domicià en els següents termes:. "Domicià, que va compartir la crueltat de Neró, en un principi van tractar de comportar-se de la mateixa manera, però com que tenia, suposo, una mica d'intel·ligència, aviat va cessar, i va cridar els qui havien estat prohibits. Posteriorment, després que Domicià hagués regnat durant 15 anys, i Nerva l'hagués succeït en l'imperi, el Senat romà, segons els escriptors que ens mostren la història de l'època, va votar a favor de la cancel·lació dels honors de Domicià, i els que havien estat injustament desterrats van poder tornar a casa i recuperar els seus béns. Fou en aquest moment que Joan va poder tornar de l'exili a l'illa i establir-se a Efes segons l'antiga tradició cristiana. | » |
| — (Llibre III, Capítol XX Hist. Eccl.) | |   |

## Bisbes judeocristians de Jerusalem
Segons Eusebi de Cesarea
| «                                                     | Però des que els bisbes de la circumcisió van arribar a la seva fi després de la revolta de Ximon bar Kokhebà, és just en aquest punt exposar la llista dels seus noms des del principi. El primer va ser Jaume, el que anomenen germà del Senyor, el segón és Simeó, el tercer, Just, el quart, Zaqueu, el cinquè Tobies, el sisè Benjamí, el setè Joan, el vuitè Maties, el novè Felip, el desè Sèneca, l'onzè Just, el dotzè Leví, el tretzè Efraïm, el catorzè, Josep, el quinzè, Judà. Aquests són els bisbes de Jerusalem des del temps dels apòstols fins a aquesta data, tots pertanyents a la circumcisió. | » |
| — Llibre IV de la Història eclesiàstica, capítol 5,34 | |   |

- 1 Jaume el Just (Mort de Jesús - 62)
- 2 Simeó I (62 - 107)
- 3 Just (107 - 113)
- 4 Zaqueu (? 113 -)
- 5 Tobies (-?)
- 6 Benjamí (-? 117)
- 7 Joan I (? 117 -)
- 8 Mateu I (-? 120)
- 9 Felip (-? 124)
- 10 Sèneca (-?)
- 11 Just II (-?)
- 12 Leví (-?)
- 13 Efraïm (-?)
- 14 Josep (-?)
- 15 Judà (-? 135)